# Bloomington (Minnesota)
Bloomington è una città degli Stati Uniti d'America della contea di Hennepin, in Minnesota.
La popolazione era di 82 893 persone al censimento del 2010, il che la rende la quarta città più grande dello Stato.
Bloomington si trova 16 km a sud di Minneapolis ed è collegata ad essa mediante l'Interstate 494 e l'Interstate 694.
È sede di numerose importanti aziende, operanti soprattutto nel settore dei servizi, oltre che del più grande centro commerciale degli Stati Uniti, il Mall of America (MOA). Prende il nome dalla città di Bloomington nell'Illinois.

## Geografia fisica
Secondo lo United States Census Bureau, ha un'area totale di 38,42 miglia quadrate (99,51 km²).

## Società

### Evoluzione demografica
Secondo il censimento del 2010, c'erano 82 893 persone.

### Etnie e minoranze straniere
Secondo il censimento del 2010, la composizione etnica della città era formata dal 79,7% di bianchi, il 7,2% di afroamericani, lo 0,4% di nativi americani, il 5,9% di asiatici, lo 0,1% di oceanici, il 3,7% di altre razze, e il 3,1% di due o più etnie. Ispanici o latinos di qualunque razza erano il 6,8% della popolazione.